# Річковий острів

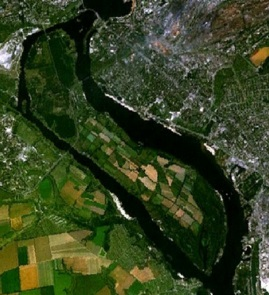
Острів Хортиця з космосу

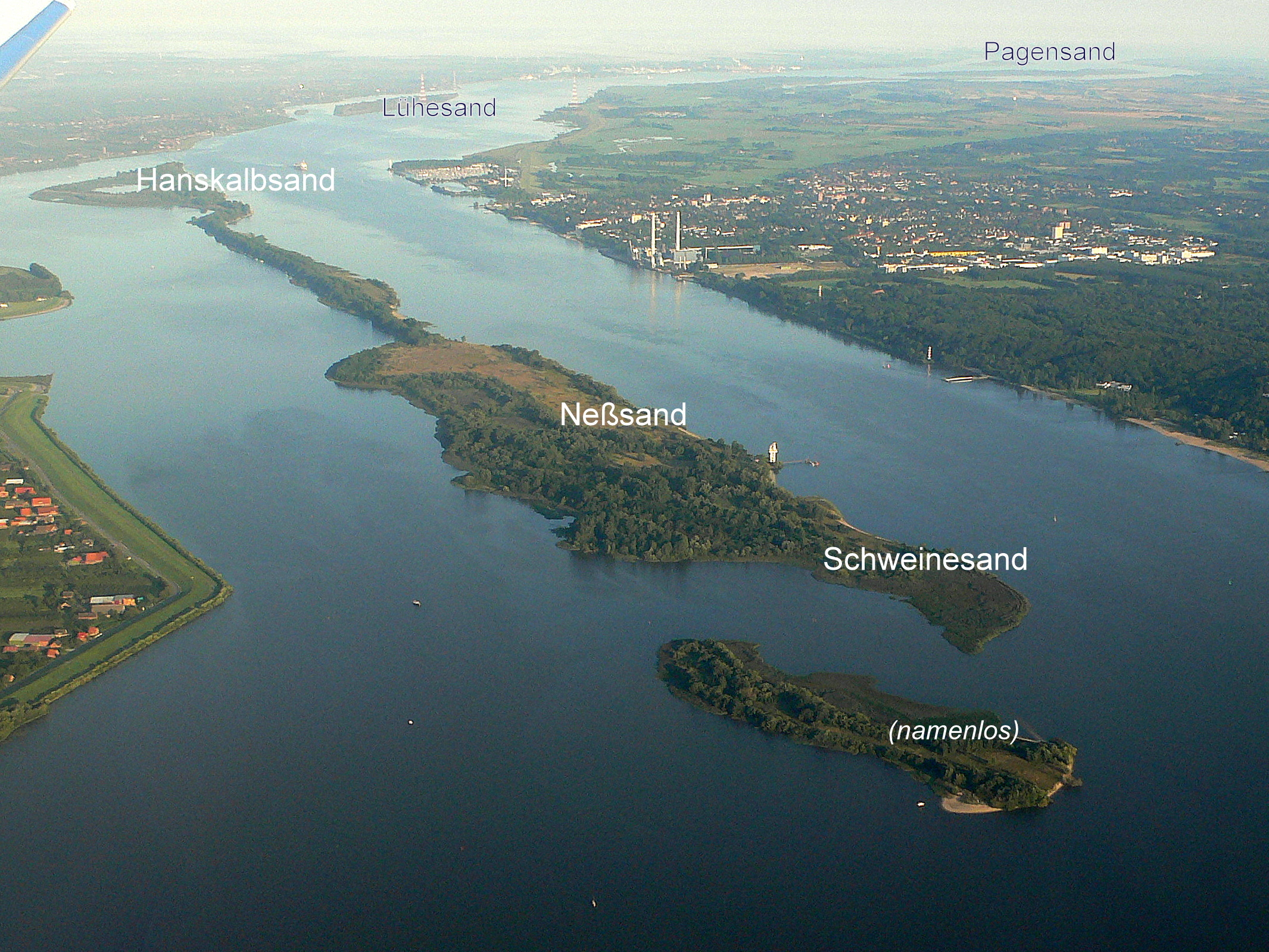
Острови на Ельбі

Річковий острів — ділянка суходолу, оточена річковими потоками.

## Типи річкових островів
Серед річкових островів виділяють:
- руслові острови;
- заплавні острови;
- острови витанення;
- острови-останці.